# ジエゴ・エンヒキ・コスタ・バルボーサ
ジエゴ・コスタ（Diego Costa）ことジエゴ・エンヒキ・コスタ・バルボーサ（ポルトガル語: Diego Henrique Costa Barbosa、1999年7月21日 - ）は、ブラジルのサッカー選手。ポジションはDFまたはMF。

## クラブ歴
サンパウロFCの下部組織出身。2019年12月9日に行われたカンピオナート・ブラジレイロ・セリエAの最終節で52分にジュアンと交代で途中出場し選手初出場。
2024年7月17日、FCクラスノダールに5年契約で移籍した。